# Lili Boulanger
Marie-Juliette Olga Boulanger (París, 21 de agosto de 1893 - 15 de marzo de 1918), más conocida como Lili Boulanger, fue una compositora francesa.

## Biografía
Lili Boulanger demostró desde temprana edad grandes habilidades musicales, propiciadas por el ambiente musical del hogar donde se crio. Su abuela fue la cantante Julliette Boulanger, y su padre, Ernest Boulanger (que ganó el Premio de Roma en 1835) era compositora y profesora de canto en el Conservatorio de París, donde impartió clases a la madre de Lili, Raïssa Mischetsky. Su hermana Nadia ya destacaba como alumna de composición en el mismo conservatorio cuando Lili ingresó en 1912, también en la especialidad de composición, con el profesor Paul Vidal. Aunque esta fue su gran vocación, también tocaba el violín, el violonchelo, el arpa, el piano y el órgano.
A los dos años de edad Lili sufrió una neumonía que provocó que su sistema inmunitario quedara permanentemente perjudicado, viéndose afectada por enfermedades gastrointestinales de forma reiterada, lo que condicionó por completo su vida y su producción musical.
Fue Gabriel Fauré, amigo de la familia, quien impartió sus primeras clases de piano a Lili. También le encantaba cantar, por lo que Fauré, fascinado por las dotes musicales de la niña, le llevaba sus canciones para leerlas juntos. A los 6 años ya recibía clases de armonía y su hermana Nadia la introdujo en el arte de la fuga. Después de que su hermana llegara dos veces a la final del prestigioso Premio de Roma con las cantatas Selma y Roussalka, Lili decidió presentarse en 1912, y, además de ingresar en el Conservatorio en la clase de composición de Paul Vidal, recibió clases del profesor Georges Caussade para prepararse. Tras caer enferma y tener que retirarse en el primer intento, se presentó de nuevo en 1913, ganando y convirtiéndose en la primera mujer en conseguir este importante galardón. Lo hizo con la cantata Faust et Hélène, compuesta para la ocasión y dedicada a su hermana. La obra se estrenó públicamente el 16 de noviembre del mismo año, con buen recibimiento del público y la crítica.
Lili fue la primera mujer en obtener el Premio de Roma, con el que consiguió un contrato de un año con la editorial Ricordi. Se trasladó a la Villa Medici, un gran complejo arquitectónico de la ciudad de Roma donde se alojaban los ganadores del premio. Con el estallido de la Primera Guerra Mundial en 1914 tuvo que volver a París. Al saber que por el estado de su salud no podría ser enfermera de guerra decidió fundar el Comité Francoamericano del Conservatorio Nacional, una organización encargada de dar apoyo moral a los músicos combatientes en la Gran Guerra, para mantenerlos comunicados entre ellos y de ayudar a sus familias. También editó y realizó críticas de obras de estos músicos. En el comité se involucraron músicos como Charles Widor, Camille Saint-Saëns, Gabriel Fauré, Gustave Charpentier, Théodore Dubois, Émile Paladhile y Paul Vidal, que participaron como miembros honorarios.
En 1916 volvió a Roma durante unos meses, y tras un diagnóstico que le hizo saber que solo le quedaban dos años de vida, se apresuró a intentar terminar algunas de sus composiciones más importantes, como los salmos 24 y 129 y la ópera La princesse Maleine, que desgraciadamente no consigue acabar. Sin embargo su actividad compositiva se vio interrumpida por el deterioro de su salud, obligándola a volver a París, donde pasó sus últimos dos años. Murió a los 24 años por lo que ahora se conoce como enfermedad de Crohn (una enfermedad intestinal crónica) y fue enterrada en el cementerio de Montmatre, donde también yace Nadia.
Durante toda su vida recibió el apoyo incondicional de su hermana, sin la cual probablemente no habría podido conseguir tanto en tan poco tiempo de vida. Nadia fundó en 1939 la Lili Boulanger Memorial Fund, en Boston, con el objetivo de mantener viva la memoria y el legado de Lili y apoyar a jóvenes músicos prometedores.

## Estilo y obras
Su hermana Nadia explica que debido a la relación cercana entre Lili y su padre, su muerte en 1900 es el origen de la necesidad de expresarse a través de la escritura musical. Escribe su primera obra, Lettre de mort, en 1906, posiblemente en recuerdo de su padre. Su corta esperanza de vida pudo ser el motivo de que muchas de sus obras sean religiosas o de inspiración bíblica. La guerra también influye con respecto a la elección de los textos de sus obras, como se puede comprobar en La princesse Maleine, basada en la obra de Maeterlinck, o Vieille prière bouddhique, cuyo texto es una oración budista que reza por la paz y la bondad. Faust et Hélène, la cantata que la llevó a conquistar el Premio de Roma, basa su argumento y libreto en un fragmento de la adaptación del Fausto de Goethe por el escritor francés Eugène Adenis.
En muchas ocasiones sus obras reflejan su estado de ánimo, marcado por muchos momentos de depresión, como por ejemplo Dans l’immense tristesse.
Recibió influencias de Fauré, Massenet y Debussy, sobre todo en cuestiones formales, pero además del estilo típicamente francés de principio de siglo también tiene tendencias vanguardistas, siendo una referencia para compositores como Messiaen o Honegger. Su lenguaje destaca por su fuerza contrapuntística, la tendencia a la modalidad (con fijación por el modo frigio) y una extraordinaria madurez, por encima de la normal en una persona de su edad. A pesar de su cortos años de vida tuvo tiempo para experimentar y alejarse de la tonalidad. En su última obra, Pie Jesu, explora la politonalidad. Fue compuesta en 1918 y dictada a su hermana Nadia, ya que la enfermedad de Lili estaba tan avanzada que no era capaz de transcribirla al papel por sí misma. Está considerada una de sus obras más importantes, junto a los salmos 24, 129 y 130 y Vieille prière bouddhique.
Las obras y el trabajo que hoy conocemos de Lili se mantuvieron y perduraron gracias a su hermana Nadia, que se encargó de darlas a conocer. Sin embargo muchas de ellas se perdieron o fueron destruidas por la propia compositora, y de otras solo quedan los bocetos.

## Catálogo de obras

### Música instrumental
- Preludio en Si, para piano (1911)
- Preludio en Re bemol, para piano (1911)
- D’un jardin clair, para piano (1914)
- D’un vieux jardin, para piano (1914)
- Morceau de piano, thème et variations, para piano(1911-14)

- Pièce, para violín o flauta y piano (sin título)
- Cortège, para violín o flauta y piano (1914)
- Nocturne, para violín y piano (1911)
- D'un matin de printemps, para violín, violonchelo o flauta y piano u orquesta (1917-18)
- D’un soir triste, para violín o violonchelo y piano u orquesta (1917-1918)

### Música coral
- Sous-bois, para coro a 4 voces y piano (1911)
- Soleils de septembre, para coro mixto a 4 voces y piano u órgano
- Les sirènes, para coro a 3 voces femeninas y piano u orquesta (1911)
- Le soir, para coro a 4 voces y piano u orquesta (1912)
- La tempête, para coro a 3 voces masculinas y piano u orquesta (1912)
- La source, para coro y piano u orquesta (1912)
- Hymne au soleil, para contralto, coro mixto y piano u orquesta (1912)
- La nef légère, para coro a 4 voces y piano
- Pour les funérailles d’un soldat, para barítono, coro mixto y piano u orquesta (1912-13)
- Soir sur la plaine, para soprano, tenor, coro mixto y piano u orquesta (1913)
- 2 fugas para cuatro voces (1912 y 1913)
- Faust et Hélène, cantata para mezzo-soprano, tenor, barítono, coro y orquesta (1913)
- Psaume 24 : La terre appartient à l’Éternel, para tenor, coro mixto, órgano y orquesta (1916)
- Psaume 129: Ils m'ont assez opprimé dès ma jeunesse, para barítono, coro masculino y orquesta (1910-16)
- Psaume 130: Du fond de l’abîme, para contralto, tenor, coro mixto y orquesta (1910-17)
- Vieille prière bouddhique, para tenor, coro mixto y piano u orquesta (1914-17)
- La Princesse Maleine, opéra en 5 actos basada en el drama epónimo de Maurice Maeterlinck (inacabada)

### Música vocal
- Renouveau, para coro a 4 voces mixtas y piano u orquesta (1911-13)
- Maïa, cantata para soprano, tenor, bajo y piano
- Frédégonde, cantata para soprano, tenor, bajo y piano
- Attente, para voz y piano (1909)
- Reflets, para voz y piano (1911)
- Le retour, para voz y piano (1912)
- Clairières dans le ciel, ciclo de trece melodías para voz y piano (1913-14)
- Dans l’immense tristesse, para voz y piano (1916)
- Pie Jesu, para soprano, cuarteto de cuerda, arpa y órgano (1918)